# بوب بيتي (لاعب كرة قدم أمريكية)
بوب بيتي (بالإنجليزية: Bob Beattie)‏ هو لاعب كرة قدم أمريكية أمريكي، ولد في 16 أكتوبر 1902 في نيويورك في الولايات المتحدة، وتوفي في 3 يونيو 1983 في أورانجبورغ في الولايات المتحدة.